# La Trouvaille de Bébé
 (juillet 2025).
Pour plus de détails, voir Fiche technique et Distribution.
La Trouvaille de Bébé est un film muet français réalisé par Louis Feuillade et sorti en 1910.
Ce film fait partie de la série des Bébé.

## Fiche technique
- Titre : La Trouvaille de Bébé
- Réalisation : Louis Feuillade
- Scénario : Louis Feuillade
- Société de production : Société des Établissements L. Gaumont
- Pays d'origine :  France
- Langue : film muet avec les intertitres en français
- Format : Noir et blanc — 35 mm — 1,33:1 — Muet
- Métrage : 127 m
- Genre : Comédie
- Durée : 4 minutes 15
- Date de sortie : 
  -  France : 9 décembre 1910

## Distribution
- René Dary : Bébé (comme Clément Mary)
- Renée Carl : la mère de Bébé
- Paul Manson : le père de Bébé
- Alphonsine Mary : Fonfon, la petite sœur de Bébé
- Jeanne Saint-Bonnet : Julie , la bonne